# Клисура Белог Рзава
Клисура Белог Рзава се налази у средишњем току Белог Рзава између долинских проширења Подстолац и Котроман, на планини Таре, у оквиру Националног парка Тара.
Клисура је усечена у слојевитим и банковитим кредним кречњацима. У најдубљем делу река пресеца кречњаке Тустог брда (Љуљашка 897 м.н.в. и Рудина 839 м.н.в.) и Градине (830 м.н.в.) у дужини од 300 метара. У горњим деловима стране клисуре су стрме и стеновите, док су у нижим деловима прекривене дебелим засторима сипарског материјала. У клисури постоје две мање интиерозивне бране.